# Sisamón
Sisamón es un municipio y localidad española de la provincia de Zaragoza, en la comunidad autónoma de Aragón. El término municipal tiene una población de 47 habitantes (INE 2024). La localidad está situada a 1051 m sobre el nivel del mar.

## Toponimia

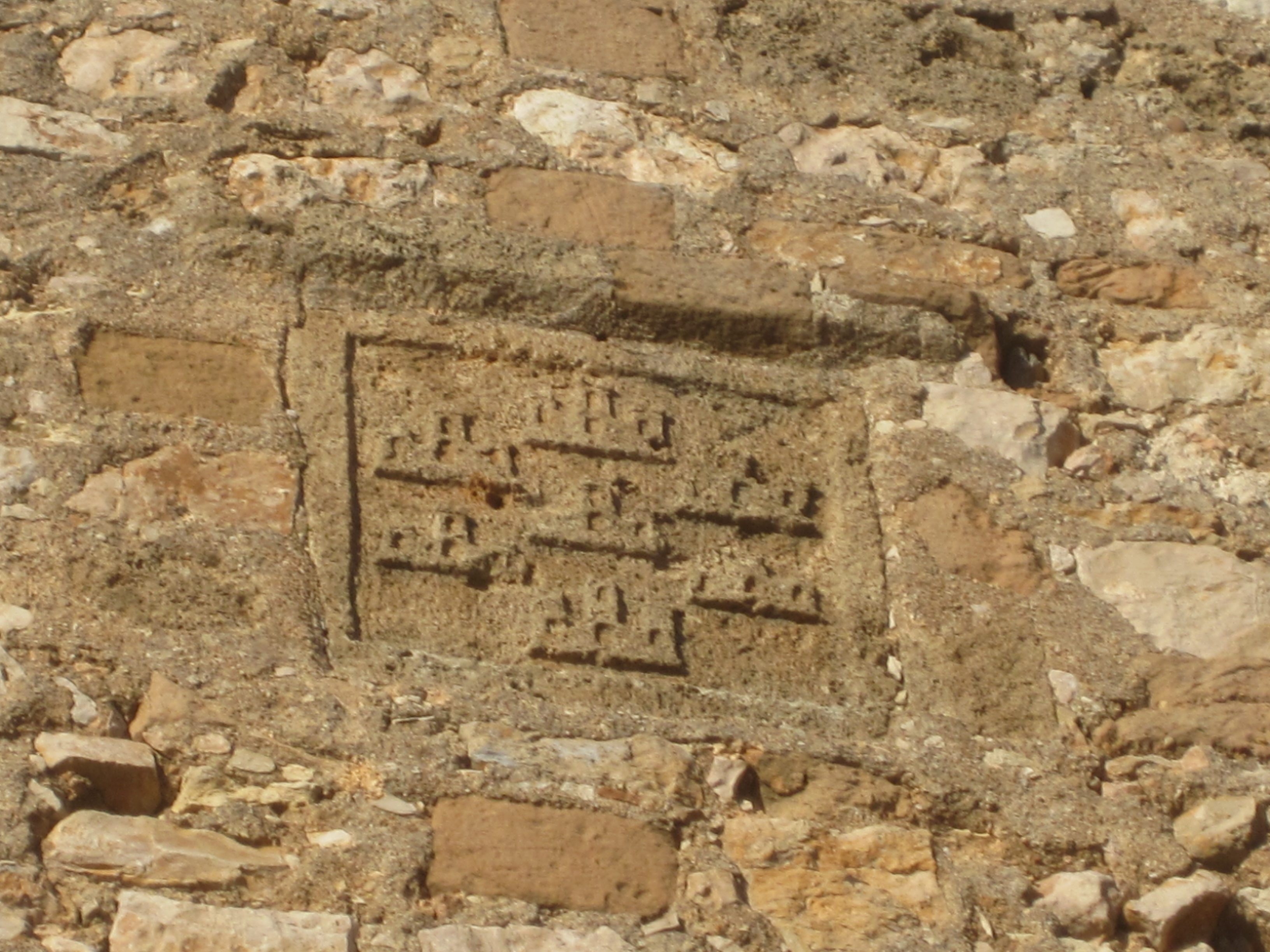
El escudo de Sisamón, en la cara derecha del castillo del pueblo.

El primer nombre del pueblo fue Segisamon, denominación romana. Durante la romanización de la península ibérica, hubo varios pueblos en la península con ese nombre. Según Plinio el Viejo, cronistas de las gestas romanas, los llamaba los Segisamonenses y había un Segisamon por la zona celtibérica de España. Celtiberia era la zona del Alto Jalón principalmente. Podemos deducir que este Segisamón de la zona del Jalón es nuestro Sisamón. Por analalogía, podemos entender que Sisamón tuviera la misma evolución del fonema y, para evitar cacofonías, se fueron perdiendo sílabas y letras, como en otras palabras que se iban adaptando a la lengua española hasta llegar a nuestros días la presente denominación de Sisamón. La coincidencia entre las distintas teorías sobre el origen y significado de Sisamón está en que todos los estudiosos le otorgan una gran antigüedad, calificándolo uno como prerromano y otros como indoeuropeo. Para algunos hay que buscar su génesis en la raíz celta segh = «victoria» + sufijo -sama. Una interpretación parecida es lo que se basa en el elemento toponímico celta Sego= «fuerte». También se ha querido identificar con Segi-samom, nombre de una ceca íbera: según esta teoría el nombre habría evolucionado desde Segísanom a Sisanom; pormetátesis se convertiría en Sísamon, para quedar finalmente con su forma actual, Sisamón. Otra tesis distinta lo traduce directamente como «cima de piedras de molino», aunque no aporta ninguna base sobre la que sustentar tal afirmación.

## Geografía
El municipio tiene una superficie de unas 4186 ha, que se reparten en 2478 ha de cultivo, 3 ha de regadío, 703 ha de terreno forestal y 560 ha de prados y pastizales. La altitud es de unos 1051 m sobre el nivel del mar. Eclesiásticamente está incluido en el arciprestazgo del Alto Jalón.

## Historia

### Los romanos llegan a Sisamón

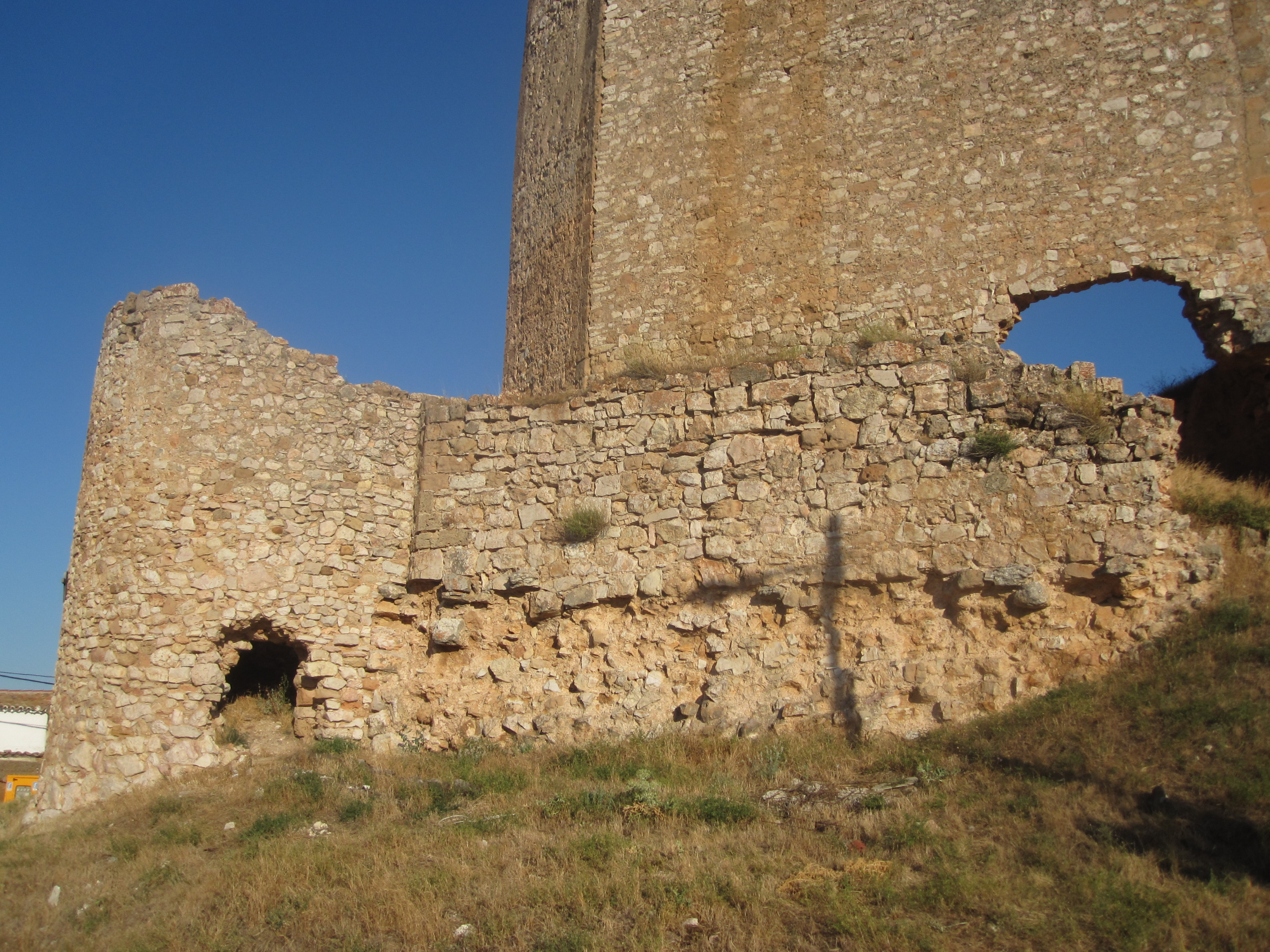
Restos de la muralla de época romana, que se encuentra delante del Castillo.

Bílbilis, la ciudad celtibérica ocupada por los romanos, está situada en la ladera de los tres cerros: Bámbola, San Paterno y Santa Bárbara. A sus pies, se encuentra el río Jalón y al costado derecho, el río Ribota, a 5 km de la Calatayud actual. Por las excavaciones realizadas en el siglo XX se descubre una ciudad romana completa, del siglo II o siglo I a. C. Se calcula en que en este tiempo tenía unos 6000 habitantes. Algunos autores han dicho que en este tiempo había en Bílbilis unos 30000 guerreros.
Por el 190 a. C., los romanos penetran hacia el interior del Duero, del Tajo y del Jalón. Desde Bílbilis, los guerreros romanos van conquistando las cercanías, buscando las riquezas que ellos necesitaban, principalmente las minas, las aguas termales, el trigo, la caza y un largo etc.
De este tiempo encontraremos el texto: «Un destacamento romano se desplazó desde Jaraba a Calmarza y Sisamón por el S. I a.C.».
Tendremos que recordar muy bien esta fecha, la cual nos lleva a pensar que Sisamón ya existía hace más de dos mil años. Por lo tanto, su antigüedad es más que notoria.
Catón logró someter a numerosas poblaciones del valle del Ebro, ente otras a Bílbilis (Calatayud). Hoy son fáciles de visitar las ruinas de Bílbilis, cerca de Huérmeda, o la ciudad romana Segeda, en el margen opuesta del Jalón.
Esto llevó a los romanos a instalar destacamentos de soldados romanos en lugares estratégicos para su mejor defensa. Suponemos que en este tiempo se trasladó el destacamento romano desde Jaraba a Sisamón. Se instalaron en una loma encrepada de difícil acceso donde construyeron el Fuerte romano, del que aún quedan trozos de murallas y torres de observación.
En la misma historia de Jaraba se narra. «Los romanos después de la destrucción de Numancia invadieron toda la zona del Jalón y fueron adueñándose de estos territorios y a pesar d la resistencia que encontraban entre los indígenas. Tuvieron una importante intervención para sus conquistas los destacamentos de Jaraba, Ibdes, Calmarza y Sisamón».

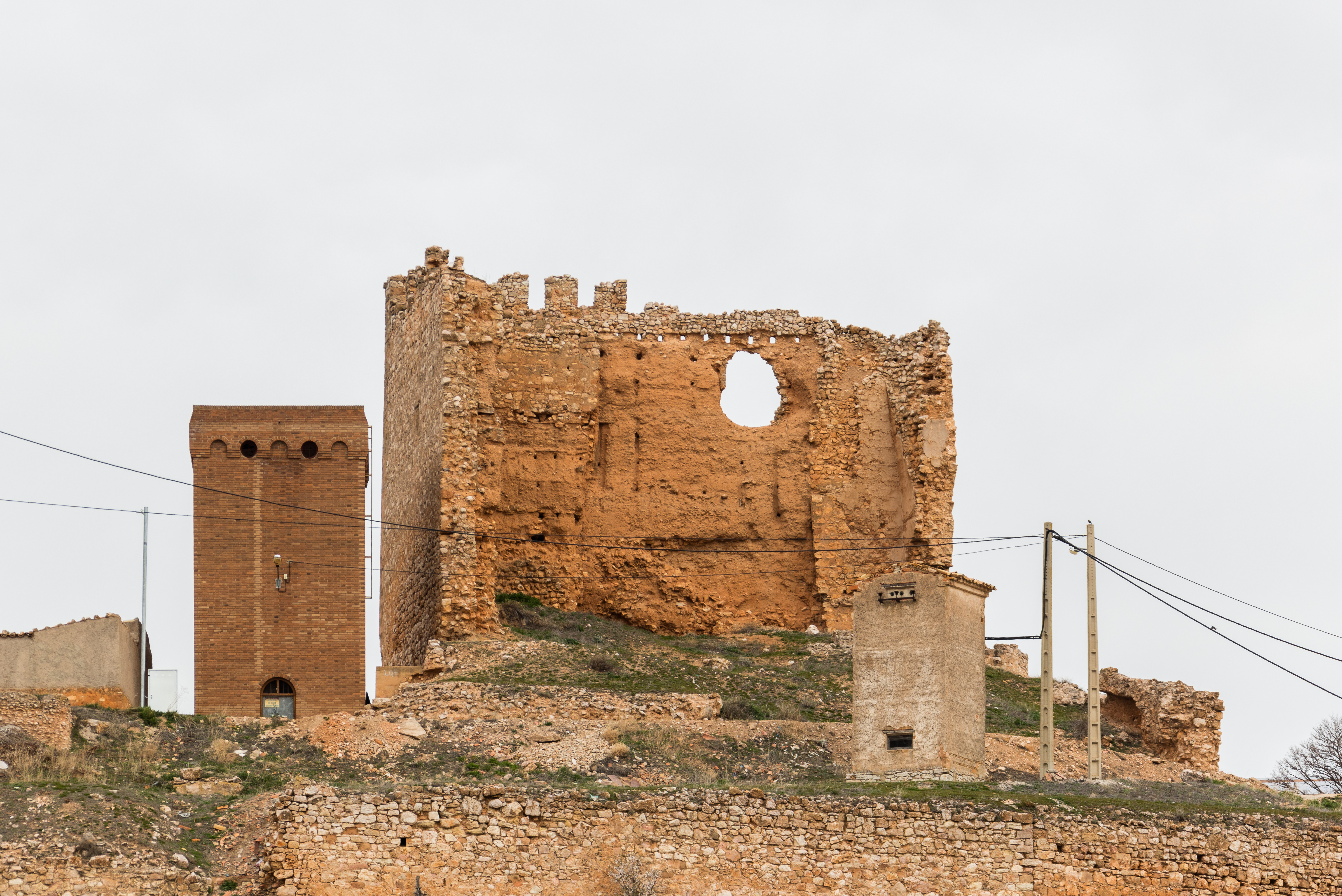
Castillo

### ¿El Cid en Sisamón?
En el capítulo 31 del Cantar de mio Cid , versículo 547, se lee: «Entre Fariza y Cetina, Mío Cid iba a albergar».
Es decir, entre Ariza y Cetina se albergó el Cid, camino Zaragoza. Entre Ariza y Cetina, están los castillos de Bordalba al norte y el de Sisamón al sur. Por eso también algunos creemos que en Sisamón entonces había un buen castillo e importante destacamento de guerreros a lo que el Cid pudo pedir ayuda en la guerra contra los musulmanes (O vino él a pedirlo o mandó a sus emisarios). Si el Cid no estuvo, bien pudo ser que algunos emisarios suyos sí estuvieran, pues en el mismo "Cantar del mio Cid", se habla de emisarios que el Cid mandaba por ciudades y villas, buscando soldados que le ayudasen en la guerra. Allí se lee: "El que quiera quitarse de trabajos y enriquecerse que venga con el Cid".

### Actuación de los guerreros de Sisamón

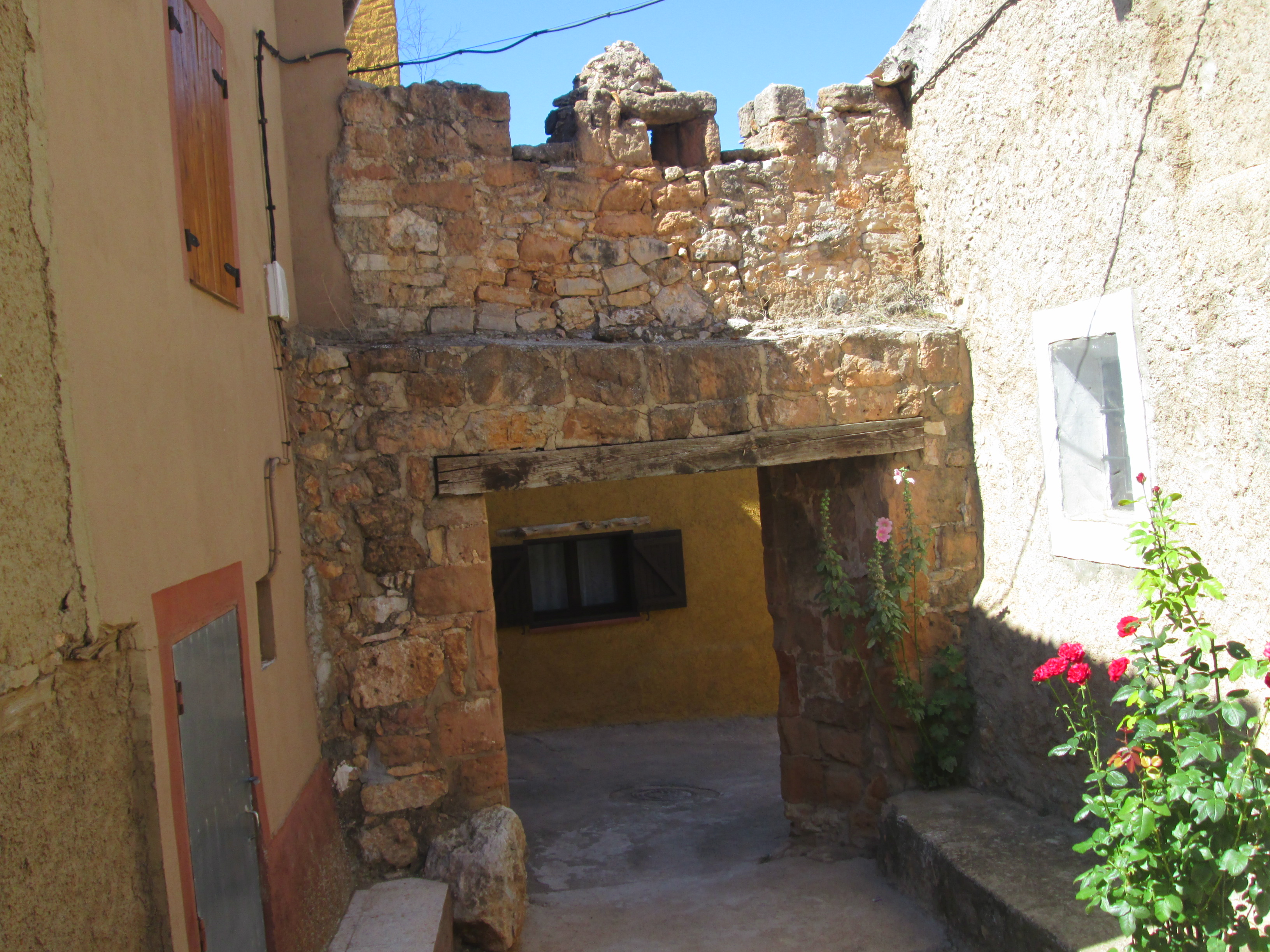
Puerta medieval

Hallándose el rey Pedro IV en una situación difícil, dice D. Ramón Menéndez Pidal, en el tomo XIV, pág. 52 de su Historia de España que "el Rey castellano Pedro I se presentó en enero de 1357, en Molina de Aragón y dirigió desde allí tres ofensivas contra Aragón: una por Daroca, otra por Cubel y otra por Sisamón. En Sisamón se encontraron los ejércitos de ambos reinos. Al principio ganaban los castellanos, que llegaron hasta Bordalba y Embid, después retrocedieron".
También refiriéndose al mismo tiempo histórico, D. Francisco Ortega, en su manuscrito sobre Ateca, dice: "Estando el rey de Castilla D. Pedro I en Sisamón, se apercibió de que muchos de sus capitanes, considerando eta guerra injusta, abandonaron este fuerte, dirigiéndose a Andalucía para continuar la expulsión de los moros". El rey logró darles alcance pero ya habían decidido marcharse y no consiguió cambiarles la voluntad. Era el año 1362.
Aquí se inicia el fin de la presencia de la guarnición de soldados en Sisamón y por consiguiente el abandono del fuerte.

### Cambio radical de la situación del pueblo
Se han marchado la guarnición militar a tierras del sur tras los musulmanes que se van retirando hacía Andalucía, de donde serán expulsados definitivamente por los Reyes Católicos. El fuerte ha perdido su objetivo principal , que era mantener un destacamento militar para la defensa contra los musulmanes y otras veces eran de protección de límites de reinos vecinos o pueblos vecinos. Desempeñaron un papel importante en la larga guerra de los dos Pedros (Pedro I de Castilla y Pedro IV de Aragón, llamado el Ceremonioso).
También se llamó la guerra de las dos Castillas. El fuerte de Sisamón perteneció normalmente al reino de Aragón; Solo en algún momento fue conquistado por el reino de Castilla y estuvo sometido a sus leyes. En este espacio de tiempo estuvo D. Pedro I de Castilla en Sisamón para animar a sus soldados. Hay que tener muy en cuenta que los soldados guerreros estaban a las órdenes del Rey conquistador, que él era al que le ayudaban en la guerra y de quien recibía el sueldo.

### Sisamón es villa
En tiempos de los romanos, a los pueblos que ellos dominaban, sí tenían más de 500 habitantes se les denominaba ópidum (ciudad) y a los que contenían menos de 500 habitantes se les denominaba villae (villa). Esta última denominación le correspondía en tiempo de los romanos a Sisamón.

### El Señorío de Sisamón
El rey Pedro IV el Ceremonioso regala Juan Fernández de Heredia, el señorío de Sisamón con el fuerte y castillo a su servicio. Este señorío, pujante en los siglos siglo XVI y siglo XVII, perduró hasta el siglo XIX y determina una época floreciente para Sisamón.
Se han ido los soldados y ha surgido un pueblo formado principalmente por familias venidas de Vitoria y Burgos a colonizar estas tierras fértiles pero poco explotadas. Este pueblo ya no se va a dedicar a las guerras sino a laborear las tierras y cuidar sus ganados.

### Siglos XVII, XVIII y XIX
A mediados del siglo XIX, la villa tenía contabilizadas 93 casas. Aparece descrita en el decimocuarto volumen del Diccionario geográfico-estadístico-histórico de España y sus posesiones de Ultramar de Pascual Madoz de la siguiente manera:

SISAMON: v. con ayunt. de la prov., y aud. terr.de Zaragoza (22 leg.), part.jud. de Ateca (5), c. g. de Aragon y dióc. de Sigúeoza (11): sit. en terreno elevado al S. de un cerro al estremo SO. de la prov.: le baten los vientos del N. y O.: su clima es frio y saludable. Tienen 83 casas, la de ayunt. y cárcel; escuela de niños á la que concurren 14, dotada con 339 rs.; igl. parr. (San Martin) que tiene por anejo á Cabolafuente, es de ascenso y está servida por un cura de concurso ordinario; una ermita (Ntra. Sra. de la Carrasca) sit. á 1/4 leg. O. del pueblo, y un cementerio junto a la igl. Los vec. se surten de una fuente, cuyas aguas son delgadas. Confina el térm. por N. con Cabolafuente, y Cetina; E. Calmarza; S. Villel, y O. Irnecha: su estension es de una leg. de N. á S. y 1 1/2 de E. á. O. y comprende algunos montes que crian carrascas y encinas. El terreno es secano de mediana calidad. Los caminos son locales y están en mal estado. El correo se recibe de Ariza por balijero. prod.: trigo, cebada, centeno y avena: mantiene ganado lanar, y hay caza de conejos, liebres y perdices. ind.: la agrícola. pobl.: 63 vec, 300 alm. cap. prod.: 1,020,000 rs. imp.: 61,100. contr.: 12,989.)
(Madoz, 1849, p. 17)

### SiglosXXyXXI

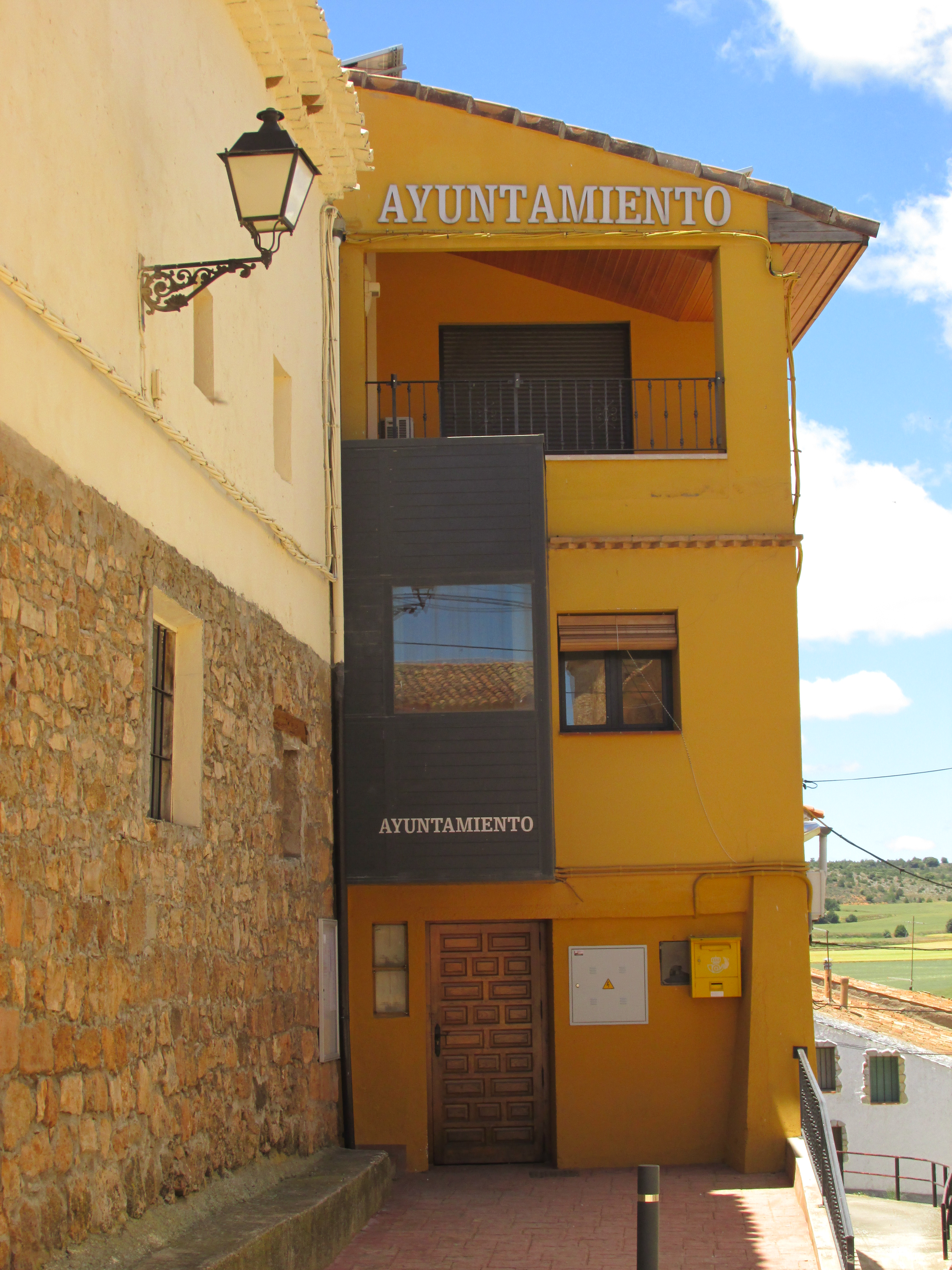
Casa consistorial

En 1999, se restauró y se pintó el tejado de la ermita, unos años antes se le puso un nuevo suelo, todo ello pagado y llevado a cabo con la aportación económica y mano de obra de los ciudadanos del pueblo.
En marzo de 2006,
En agosto de 2007, se inauguró tras su remodelación y ampliación de una planta el nuevo Ayuntamiento (Cuyo despacho principal se encuentra en la tercera planta) y en la segunda planta se reformó y mejoró el bar.
En 2008, se reformó y se mejoró la antigua escuela, que hoy en día es la sede de la peña; «las escuelas» la principal peña del pueblo.
En 2009, se realizó unas obras de reforma del parque infantil y también otras obras para reformar los muros del cementerio, esta última fue financiada por el plan E.
El 3 de agosto de 2020, se abrieron al público las piscinas Las Escuelas.

## Demografía
Sisamón cuenta con una población de 47 habitantes (INE 2024).
| Gráfica de evolución demográfica de Sisamón entre 1842 y 2021                                                       |
| |
| Población de derecho según los censos de población del INE Población de hecho según los censos de población del INE |

La densidad de población era de 0,79 hab/km² (INE 2017). 
Solamente, vamos a resaltar algunas muestras de los habitantes del pueblo en diferentes Siglos. Según el libro de "Registros y Tributaciones" (1543), Sisamón tenía 45 fuegos (Podían ser unas 400 personas). No es un cómputo exacto porque había quien no pagaba los tributos. Posteriormente, subió a 82 fuegos. En el año 1562, según el obispado de Sigüenza, Sisamón tenía 50 fuegos (De 400 a 500 personas).
Siglo XIX
- Año 1842
  - Población de hecho: —
  - Población de derecho: 300
  - Hogares: 60

- Año 1857
  - Población de hecho: 397
  - Población de derecho: —
  - Hogares: 107

- Año 1860
  - Población de hecho: 394
  - Población de derecho: —
  - Hogares: 101

- Año 1877
  - Población de hecho: 494
  - Población de derecho: 480
  - Hogares: 128

- Año 1887
  - Población de hecho: 478
  - Población de derecho: 447
  - Hogares: 124

- Año 1897
  - Población de hecho: 491
  - Población de derecho: 480
  - Hogares: 130

Siglo XX
- Año 1900
  - Población de hecho: 445
  - Población de derecho: 457
  - Hogares: 116

- Año 1910
  - Población de hecho: 507
  - Población de derecho: 520
  - Hogares: 133

- Año 1920
  - Población de hecho: 635
  - Población de derecho: 643
  - Hogares: 159

- Año 1930
  - Población de hecho: 659
  - Población de derecho: 663
  - Hogares: 140

- Año 1940
  - Población de hecho: 704
  - Población de derecho: 718
  - Hogares: 137

- Año 1950
  - Población de hecho: 632
  - Población de derecho: 673
  - Hogares: 149

- Año 1960
  - Población de hecho: 497
  - Población de derecho: 520
  - Hogares: 137

- Año 1970
  - Población de hecho: 257
  - Población de derecho: 282
  - Hogares: 95

- Año 1981
  - Población de hecho: 138
  - Población de derecho: 155
  - Hogares: 59

- Año 1991
  - Población de hecho: 87
  - Población de derecho: 106
  - Hogares: 38

Siglo XXI
- Año 2001
  - Población de hecho: —
  - Población de derecho: 69
  - Hogares: 30

Siglo XX: Años de 1927 a 1936
- 1927: 661 personas.
- 1928: 668
- 1929: 686
- 1930: 674
- 1931: 655
- 1932: 661
- 1933: 681
- 1934: 696
- 1935: No se realizó
- 1936: 698

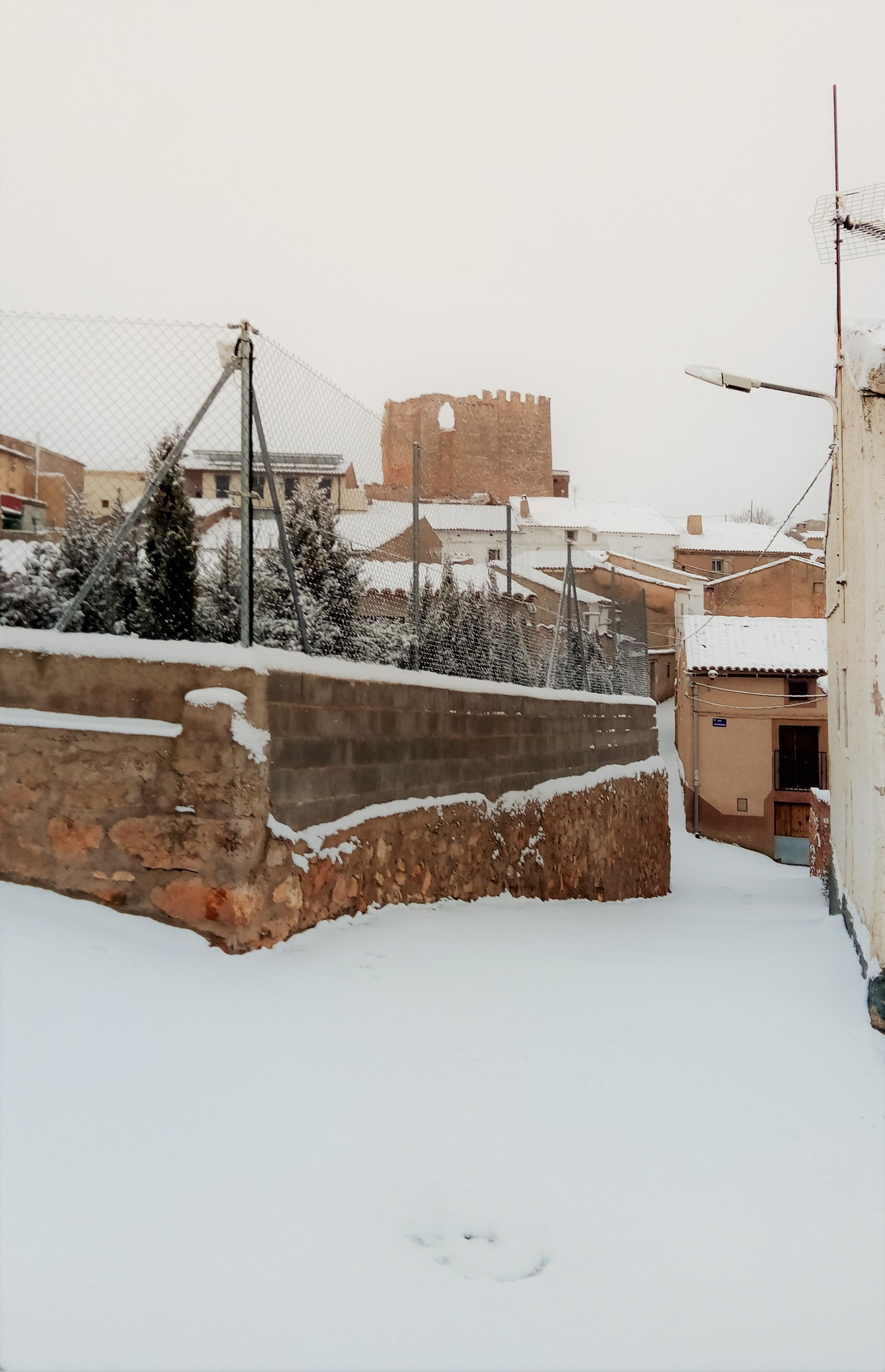
Sisamón fotografiado durante la nevada del mes de enero de 2020.

En el año 1950, Sisamón tenía 632 habitantes. A partir de aquí, la gran emigración del campo a la ciudad, fue bajando el número de habitantes, hasta nuestros días, en el año 2000, solo quedaban alrededor de 100 personas.

### Comunicaciones
- En coche:
  - Desde Zaragoza por la A-2, salida 200 hacia A-2501 hasta Cetina. Gira a la derecha en Calle de los Pallarés/Calle de Sigüenza. Continúa por la carretera CV-202 durante 15 km aproximadamente hasta el cruce con la carretera CV-302. Continúa por la CV-302 dirección Sisamón durante 2 km.
  - Desde Madrid por la A-2, salida 190 hacia a Ariza (Oeste). Gira a la derecha en Calle del Marqués de Ariza. Toma la 3.ª a la izquierda hasta Calle del Pilar. Gira a la derecha en Plaza del Hortal. Continúa por la carretera CV-302 durante aproximadamente 18 km.
- En tren.

## Administración y política
| Período   | Alcalde                        | Partido |  |
| --------- | ------------------------------ | ------- |  |
| 1979-1983 | Juan José Nieto Yagüe          | UCD     |  |
| 1983-1987 | Justino Monge Hernández        | PSOE    |  |
| 1987-1991 | Pascual Gutiérrez Mendoza      | PSOE    |  |
| 1991-1995 | Ángel Hernández Marco          | PSOE    |  |
| 1995-1999 | José Vicente Nieto Marruedo    | PP      |  |
| 1999-2003 | José María Hernández Hernández | PP      |  |
| 2003-2007 | José María Hernández Hernández | PP      |  |
| 2007-2011 | José María Hernández Hernández | PAR     |  |
| 2011-2015 | José María Hernández Hernández | PAR     |  |
| 2015-2019 | José María Hernández Hernández | PAR     |  |

Miguel Ángel Polo López (PP)
| Partido político    | Partido político                                   | 2003   | 2007   | 2011   | 2015   |
| Partido político    | Partido político                                   | Ediles | Ediles | Ediles | Ediles |
|                     | Partido Aragonés (PAR)                             | —      | 1      | 3      | 1      |
|                     | Partido Popular de Aragón (PP)                     | 1      | —      | —      | —      |
|                     | Partido de los Socialistas de Aragón (PSOE-Aragón) | —      | —      | —      | —      |
| Total de concejales | Total de concejales                                | 1      | 1      | 3      | 1      |

## Patrimonio

### Castillo de Sisamón

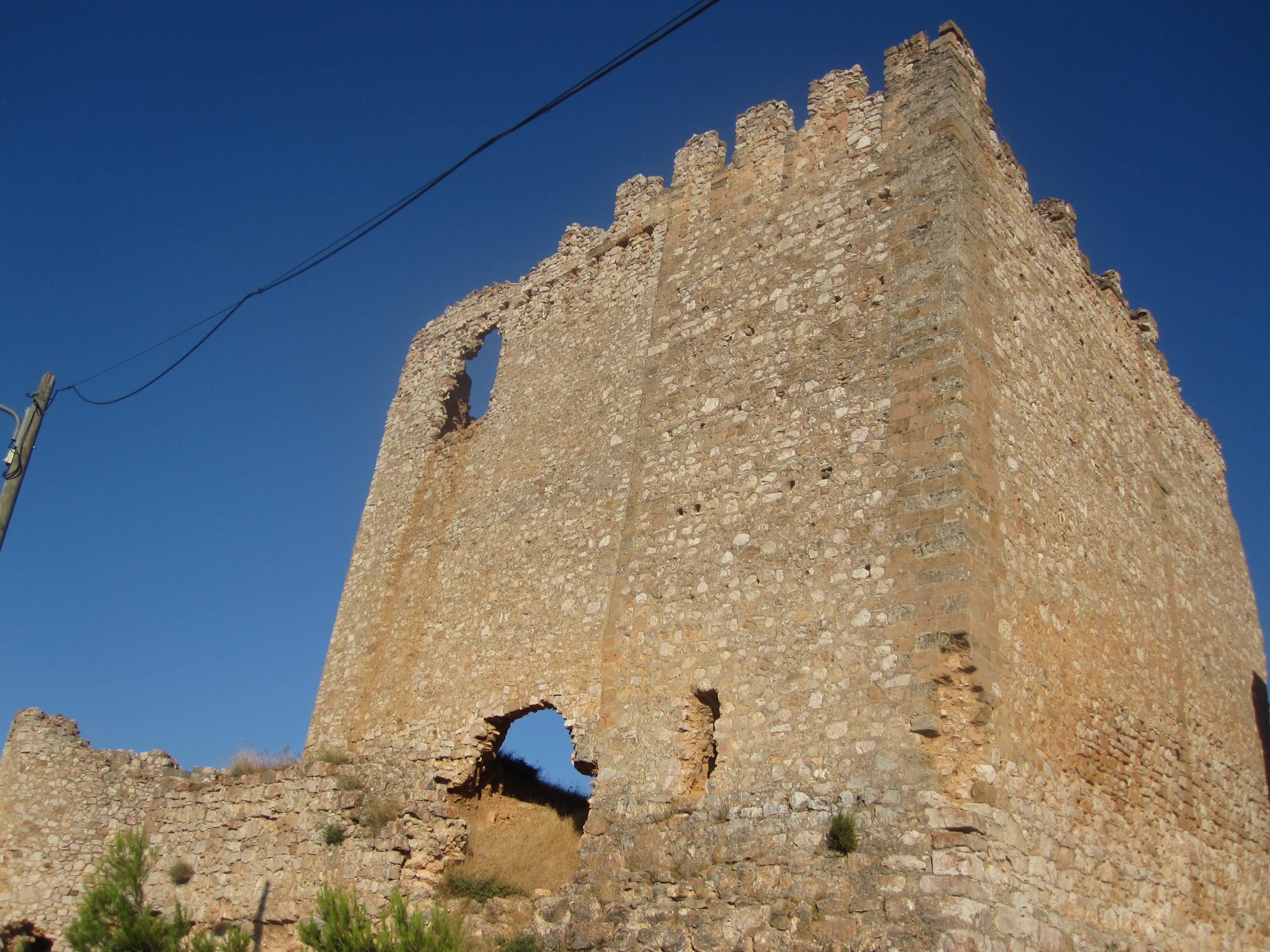
Castillo de Sisamón

Según su fuero de población, en 1147, estaba incluida en el señorío de Molina, a sólo dos kilómetros de la frontera de Castilla. Debido a esta situación, el castillo de Sisamón sufrió a lo largo de su historia numerosas invasiones por parte de sus vecinos castellanos. En 1357, se amplió su guarnición ante la amenaza de guerra entre Castilla y Aragón, en la cual se rechazó un intento de asalto. Poco después, Pedro IV lo cedió en Señorío a la familia de Sancho González de Heredia, parientes del gran maestre del Hospital, Juan Fernández de Heredia. En el Siglo XV, los Heredia mantuvieron luchas con los Liñan, señores de la cercana Cetina, pero a comienzos del siglo XVIII se unieron en matrimonio ambas casas en las personas de un Juan Fernández de Heredia y Jerónimo de Liñan, cuyos sucesores serían en 1646, los condes de Contamina.
La población se apaña sobre una colina protegida por los bienzos de la antigua muralla, que conserva una torre cuadrada en un extremo y en un arco de medio punto en el otro. Entre sus muros se alza esbelta la fuerte torre del Castillo de la que sólo quedan dos muros formando un ángulo de 90 grados.
En la planta cuadrada, de unos 12 m de lado, y su altura se aproxima a los 15 m, el remate aparece almenado y toda su obra es de buena mampostería con las esquinas reforzados por sillares. En una de las caras que quedan en pie presentan los vanos correspondientes uno a la puerta de ingreso, antiguamente blasonada con el escudo familiar de los Heredia compuesto por 7 Castillos y otro muy deformado, a cinas en sus paredes y una cámara subterránea, cubiertas por una bóveda de cañón, que pudo ser de aljibe.
Estaba defendida por un pequeño recinto amurallado de planta rentangular que se reforzaba con un culo circular en cada esquina, sólo quedan dos de ellos, perforados por troneras para el uso de pequeñas armas de fuego.

### Iglesia de San Martín

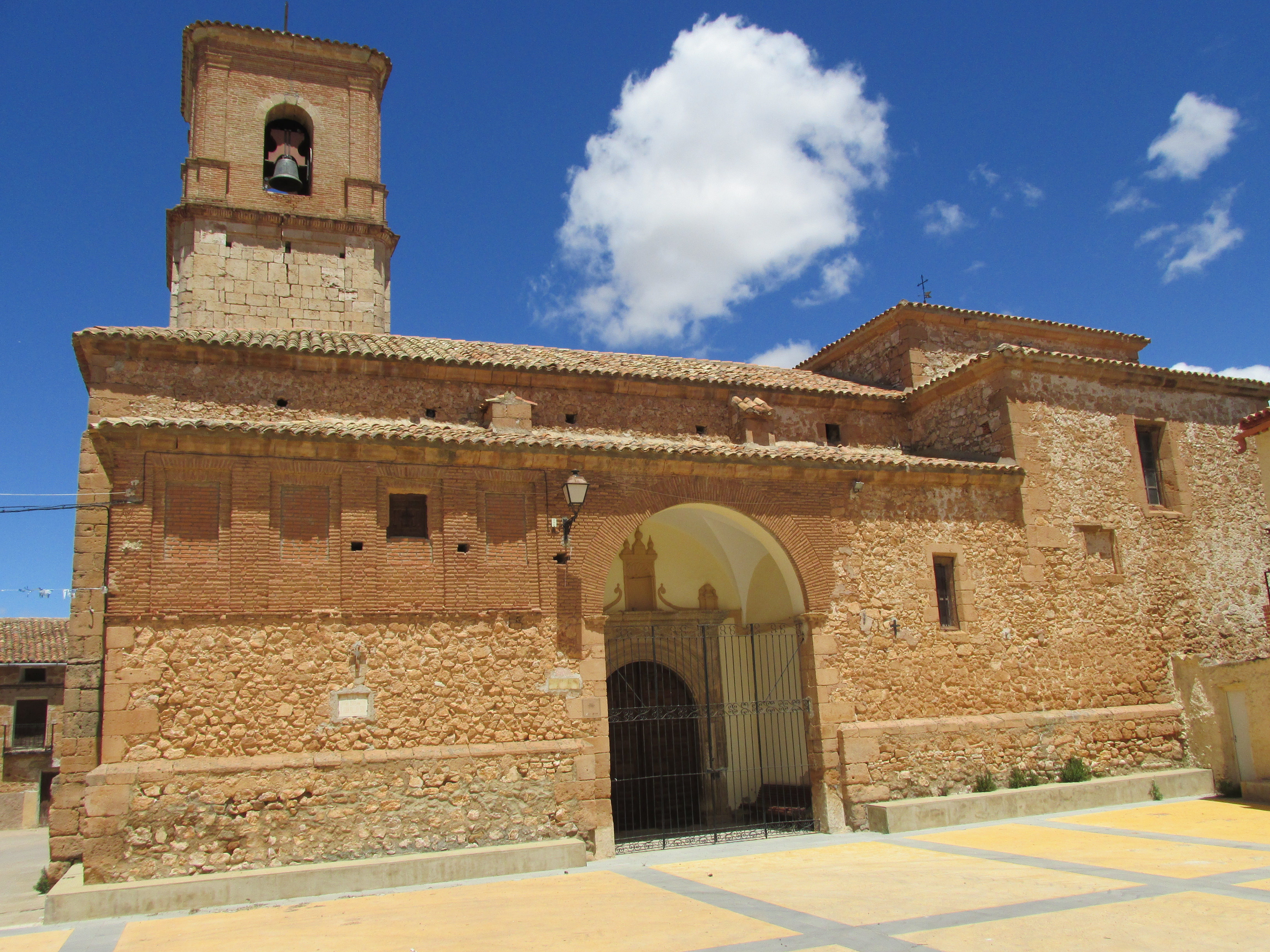
Iglesia de San Martín

En la  iglesia parroquial de San Martín pueden verse reflejados los estilos góticos, mudéjar, renacentista y Barroco. Contemplándola exterior e interiormente descubriremos los diferentes tiempos de su edificación, su riqueza artística, la generosa oportación de nuestros antepasados y el conservar lo que nos legaron tan generosamente.
Empezaremos dando una visión panorámica del edificio, comtemplándolo desde el interior. Si entrando a la iglesia te colocas bajo el coro, verás una gran ventana redonda, colocada en la parte alta de un arco ojival, de medio punto, que llega hasta el suelo, todo piedra de sillería. Este arco fue la primera puerta de entrada a la Iglesia. Es la zona de piedra de sillería, la torre y su entorno, coronado por el ladrillo del mudéjar. Podemos decir que la zona del campanal es una amlia señal arquitectónica de la primera iglesia que se tuvo que construir por el siglo XV o XVI. Es el recuerdo del Gótico. Durante los siglos XVII y XVIII, se produjo un gran crecimiento de los pueblos, por lo que la primera iglesia se quedaba pequeña para acoger a todos los peligreses. A partir de estos siglos se construye la iglesia actual, dejando sólo como recuerdo de la anterior lo que hemos dicho de la torre y el campanal.
Como se puede ver, los materiales empleados son algunas piedras labradas, que pueden ser restos del fuerte, que se empezaba a desmoronar, mucho ladrillo propio del mudéjar aragonés y amplias zonas de tapial. En este momento, se eleva la torre de ladrillo de Aragón y se construye la nueva puerta de entrada de estilo renacentista, coronada con una imagen que ha desaparecido. Su estructura es de nave, con crucero y capillas a los lados. Eclesiásticamente está incluido en el arciprestazgo del Alto Jalón.

### La torre del moro
En los mapas cartográficos de principio del Siglo XX se marca visiblemente la torre del Moro de Sisamón, por donde pasa el camino real de Cuenca a Alhama de Aragón. En el pueblo la llamamos la torre de los moros. Es de origen islámico, sin duda fabricada por el sabio moro, como lo definía Fray Luis de León y esta tiene unos cuatro metros de ancha por diez de alta. Se encuentra a una distancia del pueblo de unos ocho kilómetros. No ostenta ninguna decoración por fuera.

## Personas notables
Juan Villar Sanz: obispo de Jaca y de Lérida. Nació en Sisamón, provincia de Zaragoza, diócesis de Sigüenza, el 8 de marzo de 1872. Fue canónigo-arcipreste de Almería, provisor, vicario general y canónigo de Granada. Precolizado obispo de Jaca en el Consistorio del 20 de diciembre de 1926. Hizo su entrada solemne a la diócesis el 10 de abril de 1927. Convocó y presidió el Sínodo Diocesano los días 30 de septiembre y 1 de octubre de 1930. Confirmó y aprobó los Estatutos y la Regla de Coro de esta Catedral. Celebró dos concursos a curatos y dio gran impulso al nuevo seminario. Por dos veces visitó la diócesis en santa visita pastoral. El 21 de noviembre de 1943 fue trasladado a la diócesis de Lérida. Falleció el 12 de febrero de 1947 y sus restos mortales yacen en la S.I.C. Ilerdense.

## Fiestas locales

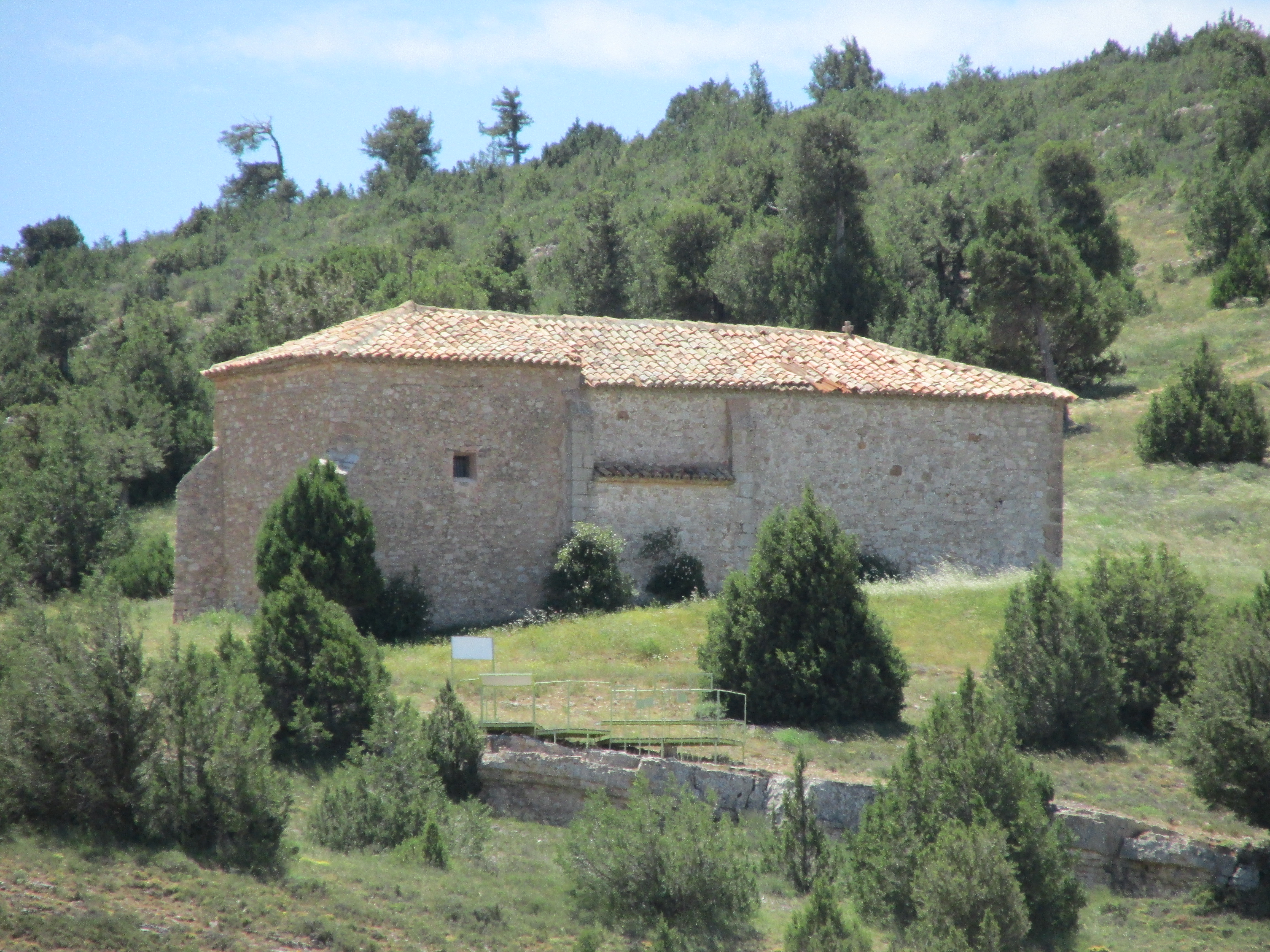
Ermita de Sisamón

- Fiestas de abril en honor de San Pascual Bailón.
- Fiestas de septiembre en honor de la Virgen de la Carrasca y San Pedro Arbués, en las cuales se sube a la Virgen de la Carrasca a la ermita.